# Hypenorhynchus erectilineatum
Hypenorhynchus erectilineatum là một loài bướm đêm trong họ Geometridae.